# Блява (селище)
Бля́ва (рос. Блява) — селище у складі Мідногорського міського округу Оренбурзької області, Росія.

## Населення
Населення — 18 осіб (2010; 46 у 2002).
Національний склад (станом на 2002 рік):
- росіяни — 70 %